# Rítxkovo
Rítxkovo (en rus: Рычково) és un poble de l'óblast de Sverdlovsk, a Rússia, segons el cens del 2010 tenia 72 habitants.